# ريحان أزرق إفريقي
الريحان الأزرق الأفريقي (Ocimum kilimandscharicum × basilicum ' Dark Opal ') هو نوع من أنواع الريحان، وهو ريحان مهجن؛ عبارة عن خليط بين الحبق الكليمنجاروي والريحان الاوبال الداكن. هذا النوع هو واحد من أنواع قليلة من الريحان التي تعتبر أنواع ريحان معمر. نبتة الريحان الازرق الأفريقي عقيمة، غير قادرة على إنتاج بذور خاصة بها، ولا يمكن نشرها إلا عن طريق التعقيل.
يوجد لهذا الصنف من الريحان تحديدا، رائحة كافور قوية، الموروثة من الريحان الكليمنجاروي (الاسم العلمي: Ocimum kilimandscharicum) ،  الذي ينحدر من شرق إفريقيا.  تركيز الكافور في الريحان الازرق الأفريقي هو حوالي 22 ٪ (مقارنة مع 61 ٪ في الريحان الكليمنجاروي). تركيز المركبات العطرية الرئيسية الأخرى هي، لينالول (55 ٪)، و 1.8 سينول (15 ٪)، نسب تركيز هذه المركبات مماثلة مع نسب تركيزها في العديد من أصناف الريحان الأخرى. 
تعتبر جميع أجزاء الزهرة والأوراق والسيقان في هذه النبتة صالحة للأكل؛ على الرغم من أن بعض الاشخاص قد يجدون رائحة الكافور قوية جدًا ولا يحبذون استعمالها بالطبخ، تستعمل هذه النبتة لإنتاج بيستو لذيذ ذات «نكهة غنية ورائعة» الذي يمكن إستخدامه في الحساء والسلطات، لا سيما تلك التي تحتوي على الطماطم والفاصوليا الخضراء والدجاج، وما شابه ذلك.
تكون أوراق الريحان الأزرق الأفريقي ذات لون أرجواني عند صغرها وخلال فترة نموها، وتصبح خضراء اللون عند نضوجها ووصولها لحجمها الكامل مع احتفاظ أوردتها باللون ألارجواني. وإستنادا إلى أنواع الريحان الأرجوانية ألاخرى، ينتج اللون الأرجواني من مادة الانثوسيانين ومن مركبات سيانيدين وفاوانيدين. 
تزهر نبتة الريحان الازرق الأفريقي على مدار السنة، ولكنها عقيمة ولا يمكنها أن تنتج بذور. هذا النوع من الريحان أطول حجما من العديد من أصناف الريحان الأخرى. أزهار هذا الريحان جيدة جدا في قدرتها على جذب النحل وغيره من المخلوقات التي تعتبر مخلوقات ملقحة للنباتات.